# Superguidis
Superguidis foi uma banda brasileira de rock gaúcho que começou suas atividades em 2002 e teve seu fim anunciado em 2011. Foi considerado em 2010 um dos maiores expoentes da cena roqueira do Rio Grande do Sul.

## História
A banda Superguidis surgiu em 2002 na cidade de Guaíba, na região metropolitana de Porto Alegre - Rio Grande do Sul. O grupo foi formado no final dos anos 1990, inicialmente com o nome de Dissidentes, por Andrio Maquenzi, Diogo Macueidi, Marco Pecker e Everton Siqueira, e consistia basicamente de uma banda de covers de bandas grunge como Pearl Jam e Stone Temple Pilots. Com a saída de Everton e a entrada de Lucas Pocamacha o grupo muda o nome para Superguidis, assim como passam a criar suas próprias músicas inspirados em grupos de indie rock como Pavement e Guided By Voices.
Em 2006 a Superguidis foi a primeira banda a liberar um álbum completo, Superguidis, para download no projeto "download remunerado" da Trama Virtual. No mesmo ano a banda foi considerada um dos 13 nomes do novo rock que realmente importam, em matéria especial da revista Bizz, onde também foi indicada ao prêmio de banda revelação de 2006. Foi ainda indicada pela MTV local a banda revelação do Rio Grande do Sul, por unanimidade de opinião de críticos e produtores. No final de 2006, seu álbum de estreia foi eleito pela Trama Virtual o melhor disco independente do ano, a frente de Tom Zé, Mombojó e outros. Superguidis também é um dos três melhores do ano para o jornalista Lúcio Ribeiro e sua coluna Popload.
Em 2007 lançam seu segundo álbum, A Amarga Sinfonia do Superstar.
Em 2008 participam da coletânea Le Nouveau Rock Brésilien, lançado pela revista bilíngue Brazuca, que leva destaques da cultura brasileira para a França e Bélgica.
Em 2010 o site especializado em indie rock brasileiro MiojoIndie colocou 2 álbuns da banda na sua lista de 100 Melhores Discos Nacionais dos Anos 2000: seu álbum de estreia Superguidis em 5º lugar, e seu segundo álbum A Amarga Sinfonia do Superstar em 51º. No mesmo ano lançou seu terceiro disco, Superguidis.
Em 2011 anunciaram o fim da banda. Diante da saída do guitarrista Lucas Pocamacha da banda, pois desejava seguir com a faculdade de Engenharia e trabalhar na área, os demais integrantes optaram por encerrar as atividades da mesma. No mesmo ano foi lançado um EP de despedida, EPílogo, contendo material inédito que entraria no quarto álbum da banda.

### Turnê promocional da reedição em vinil do primeiro álbum, "Superguidis"
No final de 2024, anunciam uma volta aos palcos pra comemorar os 20 anos do primeiro e mais cultuado álbum da banda, o homônimo Superguidis, que teria sua reedição em vinil. Iniciada em 2025, a turnê trouxe a banda na forma de power trio (sem Lucas Pocamacha) e incluiu as cidades de São Paulo e Porto Alegre, com shows previstos para o Paraná, Rio Grande do Norte, Pará e Goiás.

## Discografia

### Álbuns
- Superguidis (2006)
- A Amarga Sinfonia do Superstar (2007)
- Superguidis (2010)

### DVD
- Acústico no Cultura Rock Clube, Maio/2009 (Ao Vivo) (2010)

### EPs
- O Véio Máximo (2003)
- Ainda Sem Nome (2004)
- EPílogo (2011)

## Prêmios e indicações

### Prêmio Açorianos
| Ano  | Categoria | Indicação   | Resultado |
| ---- | --------- | ----------- | --------- |
| 2006 | Revelação | Superguidis | Indicado  |